# أبو عبد الله الرباحي
أبو عبد الله محمد بن يحيى بن عبد السلام الأزدي الرباحي الأندلسي (؟ - 353هـ أو 358هـ)، هو نحوي من الأندلس، ومن أوائل نحاة المدرسة النحوية في الأندلس والمغرب الإسلامي.

## حياته
ولِدَ محمد بن يحيى بن عبد السلام في مدينة جيَّان بالأندلس، ثُمَّ انتقل في صِغَره إلى قلعة رباح بصحبة أبيه، وهي  مدينة تقع بين طليطلة وقرطبة، واستقرَّ فيها ردحاً حتى انتسب إليها. يزعم البعض أنَّ اسمه هو محمد بن يزيد بن المهلب بن أبي صفرة. في الأندلس تعلَّم الرباحي علوم اللغة العربية، ونبَغَ في النحو خاصةً، وتتلمذ لدى قاسم بن أصبغ وهو عالم دين أندلسي. ثمَّ رحل إلى مصر، والتقى هناك بابن ولاد وأبو جعفر النحاس، وأخذ عن النحاس كتاب سيبويه ثُمَّ عاد إلى الأندلس وهذه المرة إلى مدينة قرطبة، حيث اشتغل هناك بتعليم النحو وقراءة الكتاب، وأشهر من أخذ عنه أبو بكر الزبيدي، وقيل أنَّه أخذ كتاب سيبويه عن ابن ولاد وليس النحاس. بعد أن استقرَّ الرباحي في قرطبة قام بتأديب أولاد الأمراء والملوك، وممن قام بتأديبهم المغيرة بن الناصر لدين الله، حتى أصبحت له مكانة عند المستنصر بالله، وصار أميناً على الدواوين. كان ينظُمُ الشعر، وله مساجلات شعرية طويلة مع أبي بكر الزبيدي. لُقِّب الرباحي بقلفاط، ودائماً ما يسمى كذلك عند الإشارة إلى أشعاره. مدحه عدد من العلماء والمؤرخين، فقال عنه صلاح الدين الصفدي: «كان عارفاً باللغة العربية صادقاً ذكياً فقيهاً عالماً». ظلَّ الرباحي في قرطبة، وأصبحت له مكانة بين الناس، حتى تُوفِّي فيها في سنة 353هـ وقيل أيضًا 358هـ.

## مذهبه الفكري
يقول المقفي في حديثه عن الرباحي:

## أشعاره
من أشهر أشعاره المحفوظة القصيدة التالية من بحر الكامل:
وله أيضًا من الوافر: